# Mikel Gogorza
Mikel Johan Gogorza Krüger-Johnsen (Nærum, Dinamarca, 27 de septiembre de 2006) es un futbolista danés que juega de delantero en el F. C. Midtjylland de la Superliga de Dinamarca.

## Trayectoria
Empezó a jugar al fútbol a los cuatro años en el Boldklubben 1903. Al cabo de unos años pasó al club local BSV. Aquí jugó hasta los ocho años, antes de pasar a la cantera del Lyngby BK.
Pasó cinco años en el Lyngby, tras lo cual regresó al entorno futbolístico de Copenhague para jugar en las categorías sub-13, sub-14 y finalmente sub-15 con el F. C. Copenhague. A mitad de su etapa como jugador sub-15, sintió que había llegado el momento de probar algo nuevo. Se incorporó entonces al F. C. Midtjylland a la edad de 14 años. Tras un buen comienzo en su nueva aventura, en la que había marcado cuatro goles para su nuevo club en la liga sub-15, firmó su primer contrato con el Midtjylland, estampando su firma en un contrato juvenil de 3 años en octubre de 2021.
El 27 de septiembre de 2023 fue incluido por primera vez en la convocatoria del primer equipo al ser seleccionado para un partido de Copa contra el Næstved BK, pero sin jugar. En noviembre y diciembre de 2023, también estuvo en el banquillo en dos partidos de la Superliga de Dinamarca, de nuevo sin debutar.
En enero de 2024, a sus 17 años, viajó con el primer equipo a Portugal para una concentración y, desde allí, no tardó en debutar oficialmente. El 18 de febrero de 2024 saltó al campo en los últimos 11 minutos del partido de la Superliga danesa contra el Brøndby IF. Con 17 años y 144 días, se convirtió en el tercer jugador más joven del Midtjylland en debutar.
Antes de la temporada 2024-25, fue ascendido permanentemente a la plantilla del primer equipo del Midtjylland. En febrero de 2025 firmó un nuevo contrato hasta finales de 2029.

## Vida personal
Es de ascendencia danesa-vasca, de madre danesa y padre vasco. Por lo tanto, tiene pasaporte danés y francés.

## Estadísticas

### Clubes
Actualizado al último partido disputado el 25 de mayo de 2025.
| Club                        | Div.          | Temporada     | Liga  | Liga  | Liga   | Copas nacionales | Copas nacionales | Copas nacionales | Copas internacionales | Copas internacionales | Copas internacionales | Total | Total | Total  |
| Club                        | Div.          | Temporada     | Part. | Goles | Asist. | Part.            | Goles            | Asist.           | Part.                 | Goles                 | Asist.                | Part. | Goles | Asist. |
| --------------------------- | ------------- | ------------- | ----- | ----- | ------ | ---------------- | ---------------- | ---------------- | --------------------- | --------------------- | --------------------- | ----- | ----- | ------ |
| F. C. Midtjylland Dinamarca | 1.ª           | 2023-24       | 1     | 0     | 0      | 0                | 0                | 0                | 0                     | 0                     | 0                     | 1     | 0     | 0      |
| F. C. Midtjylland Dinamarca | 1.ª           | 2024-25       | 21    | 3     | 3      | 2                | 0                | 1                | 8                     | 0                     | 0                     | 31    | 3     | 4      |
| F. C. Midtjylland Dinamarca | Total club    | Total club    | 22    | 3     | 3      | 2                | 0                | 1                | 8                     | 0                     | 0                     | 32    | 3     | 4      |
| Total carrera               | Total carrera | Total carrera | 22    | 3     | 3      | 2                | 0                | 1                | 8                     | 0                     | 0                     | 32    | 3     | 4      |

## Palmarés

### Títulos nacionales
| Título                 | Club              | País      | Año  |
| ---------------------- | ----------------- | --------- | ---- |
| Superliga de Dinamarca | F. C. Midtjylland | Dinamarca | 2024 |